# Wikstroemia fuminensis
Wikstroemia fuminensis är en tibastväxtart som beskrevs av Y.D.Qi och Yin Z.Wang. Wikstroemia fuminensis ingår i släktet Wikstroemia och familjen tibastväxter. Inga underarter finns listade i Catalogue of Life.